# Готланд (округ)
Округ Готланд (швед. Gotlands län) је округ у Шведској, у југоисточном делу државе. Седиште округа је град Висби. Округ је основан 1678. године.
Готландски округ је по мнмого чему посебан у Шведској. То је једини у целости острвски округ у држави, са само једном општином (истоимена општина Готланд). Такође, број становника округа је значајно мањи о осталих округа.

## Положај округа
Округ Готланд се налази у југоисточном делу Шведске. Како се округ поклапа са истоименим острвом Готланд, које се налази у средишту Балтика, то значи да округ нема управних граница са другим окрузима у држави. Најближи округ на копну јесте Округ Калмар.

## Природне одлике
Рељеф: Округ Готланд обухвата истоимено острво Готланд, највеће у Шведској, и пар острваца у непосредном окружењу. На острву преовлађују нижа подручја, до 50 метара надморске висине. Највиша тачка има 82 м н.в. Тло је махом равничарско. 
Клима: У округу Готланд влада блажи облик континенталне климе под утицајем Атлантика (Голфска струја).
Воде: Готланд је у целости острвски округ у Шведској, једини такав у Шведској. Стога јер га Балтичко море запљускује са свих страна. Морска обала је умерено разуђена, са неколико острваца и малих залива. 

## Историја
Подручје данашњег округа везуј се за подручје историјске области Готланд.
Данашњи округ основан је 1678. године.

## Становништво
По подацима 2011. године у округу Готланд живело је преко 57 хиљада становника. Последњих година број становника стагнира.
Густина насељености у округу је око 18 становника/км², што је нешто мање од државног просека (23 ст./км²).

## Општине и градови
Округ Готланд је јединствен у Шведској, пошто се састоји из само једне општине (Општина Готланд). Такође, у округу постоји само једно градско насеље, Висби (22.000 ст.), истовремено и седиште округа и острва. Сва остала насеља су са мање од 2.000 становника.